# Habère-Poche
Habère-Poche és un municipi francès situat al departament de l'Alta Savoia i a la regió d'Alvèrnia-Roine-Alps. L'any 2007 tenia 1.193 habitants.

## Demografia

### Població
El 2007 la població de fet de Habère-Poche era de 1.193 persones. Hi havia 496 famílies de les quals 172 eren unipersonals (124 homes vivint sols i 48 dones vivint soles), 116 parelles sense fills, 180 parelles amb fills i 28 famílies monoparentals amb fills.
La població ha evolucionat segons el següent gràfic:
Habitants censats

### Habitatges
El 2007 hi havia 1.092 habitatges, 508 eren l'habitatge principal de la família, 540 eren segones residències i 44 estaven desocupats. 578 eren cases i 510 eren apartaments. Dels 508 habitatges principals, 358 estaven ocupats pels seus propietaris, 125 estaven llogats i ocupats pels llogaters i 25 estaven cedits a títol gratuït; 51 tenien una cambra, 55 en tenien dues, 83 en tenien tres, 109 en tenien quatre i 210 en tenien cinc o més. 400 habitatges disposaven pel capbaix d'una plaça de pàrquing. A 216 habitatges hi havia un automòbil i a 260 n'hi havia dos o més.

### Piràmide de població
La piràmide de població per edats i sexe el 2009 era:
| Homes | Edats   | Dones |
| ----- | ------- | ----- |
| 0     | 95 o +  | 0     |
| 4     | 90 a 94 | 8     |
| 0     | 85 a 89 | 4     |
| 4     | 80 a 84 | 0     |
| 16    | 75 a 79 | 16    |
| 20    | 70 a 74 | 24    |
| 16    | 65 a 69 | 12    |
| 16    | 60 a 64 | 8     |
| 24    | 55 a 59 | 24    |
| 36    | 50 a 54 | 20    |
| 40    | 45 a 49 | 16    |
| 28    | 40 a 44 | 40    |
| 16    | 35 a 39 | 40    |
| 24    | 30 a 34 | 16    |
| 24    | 25 a 29 | 20    |
| 16    | 20 a 24 | 12    |
| 36    | 15 a 19 | 28    |
| 44    | 10 a 14 | 8     |
| 16    | 5 a 9   | 20    |
| 16    | 0 a 4   | 4     |

## Economia
El 2007 la població en edat de treballar era de 824 persones, 670 eren actives i 154 eren inactives. De les 670 persones actives 633 estaven ocupades (368 homes i 265 dones) i 37 estaven aturades (19 homes i 18 dones). De les 154 persones inactives 46 estaven jubilades, 51 estaven estudiant i 57 estaven classificades com a «altres inactius».

### Ingressos
El 2009 a Habère-Poche hi havia 505 unitats fiscals que integraven 1.214 persones, la mediana anual d'ingressos fiscals per persona era de 20.701 €.

### Activitats econòmiques
Dels 86 establiments que hi havia el 2007, 1 era d'una empresa extractiva, 1 d'una empresa alimentària, 2 d'empreses de fabricació d'altres productes industrials, 9 d'empreses de construcció, 15 d'empreses de comerç i reparació d'automòbils, 5 d'empreses de transport, 11 d'empreses d'hostatgeria i restauració, 3 d'empreses immobiliàries, 3 d'empreses de serveis, 33 d'entitats de l'administració pública i 3 d'empreses classificades com a «altres activitats de serveis».
Dels 14 establiments de servei als particulars que hi havia el 2009, 1 era una oficina de correu, 1 taller de reparació d'automòbils i de material agrícola, 1 paleta, 1 guixaire pintor, 3 fusteries, 1 lampisteria, 1 electricista, 2 perruqueries i 3 restaurants.
Dels 7 establiments comercials que hi havia el 2009, 1 era una botiga de més de 120 m², 1 una botiga de menys de 120 m² i 5 botigues de material esportiu.
L'any 2000 a Habère-Poche hi havia 7 explotacions agrícoles que ocupaven un total de 207 hectàrees.

## Equipaments sanitaris i escolars
El 2009 hi havia 1 escola maternal integrada dins d'un grup escolar amb les comunes properes formant una escola dispersa i 1 escola elemental integrada dins d'un grup escolar amb les comunes properes formant una escola dispersa.

## Poblacions més properes
El següent diagrama mostra les poblacions més properes.